# Gewohnheitsverbrechergesetz

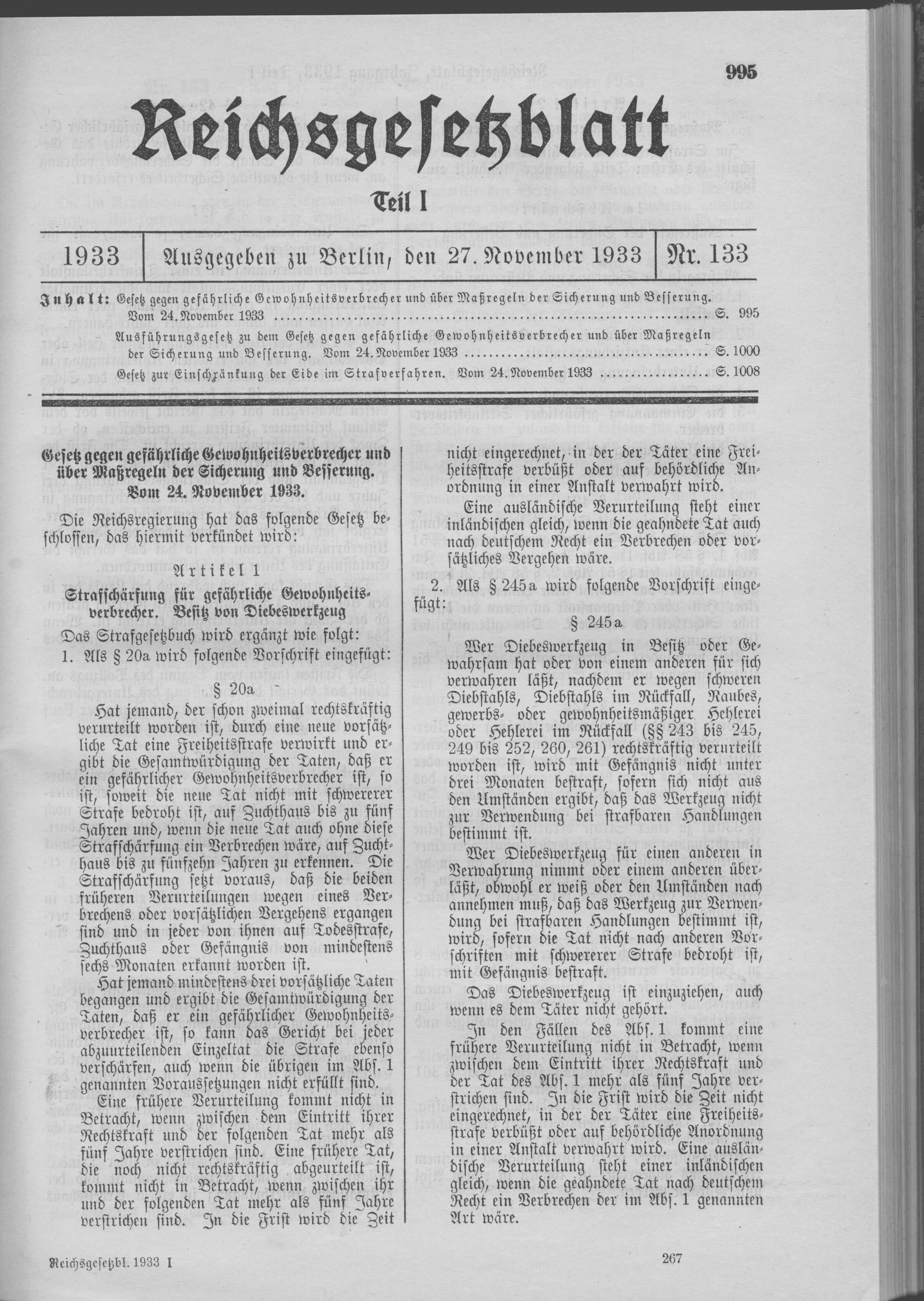
Veröffentlicht im Reichsgesetzblatt vom 27. November 1933

Das zur Zeit des Nationalsozialismus erlassene Gesetz gegen gefährliche Gewohnheitsverbrecher und über Maßregeln der Sicherung und Besserung  beinhaltet eine umfangreiche Bearbeitung des Reichsstrafgesetzbuches mit der Einführung und Neufassung verschiedener Paragraphen. Begleitet wurde es von einem Ausführungsgesetz (RGBl. I S. 1000), mit dem zahlreiche andere Gesetze abgeändert wurden. Die von beiden Artikelgesetzen bewirkten Änderungen im Sinne der NS-Ideologie traten im Wesentlichen am 1. Januar 1934 in Kraft. Dadurch wurde ein zweispuriges Sanktionensystem eingeführt, das verändert bis heute Bestand hat.

## Geschichte
Das Gewohnheitsverbrechergesetz sah für gefährliche Gewohnheitsverbrecher eine Strafverschärfung und die obligatorische Anordnung der Sicherungsverwahrung vor. Diese war unbefristet und hatte so lange fortzudauern, als der Schutz der öffentlichen Sicherheit es erforderte. Die Fortdauer der Sicherungsverwahrung wurde vom zuständigen Gericht im Abstand von drei Jahren überprüft.
Die Reformideen des Gewohnheitsverbrechergesetzes, welches teilweise auf Plänen aus der Zeit der Weimarer Republik basierte, die unter anderem schon die Sicherungsverwahrung vorsahen, wurden von den Nationalsozialisten erheblich verschärft und für rassenpolitische Ideen modifiziert.
Ab September 1941 konnte gegen Gewohnheitsverbrecher die Todesstrafe verhängt werden.
Nach 1945 bestanden die durch das Gewohnheitsverbrechergesetz eingeführten Regelungen großteils unverändert fort, durch das Kontrollratsgesetz Nr. 11 wurden nur die Todesstrafe für Gewohnheitsverbrecher sowie die Maßregel der Entmannung aufgehoben. In der DDR wurden die Regelungen für Gewohnheitsverbrecher im Gegensatz zu den anderen Maßregeln als faschistisch abgelehnt. In Westdeutschland wurden durch „Erste Gesetz zur Reform des Strafrechts (1. StrRG)“ vom 25. Juni 1969 (BGBl. I S. 645) Wirkung zum 1. April 1970 die formellen und materiellen Voraussetzungen für die Sicherungsverwahrung verschärft.